# Turbacz
Turbacz là đỉnh cao nhất của dãy núi Gorce, một dãy núi nằm ở phía nam Ba Lan. Nó nằm ở đoạn giữa dãy núi, cao 1310 mét. Đỉnh núi được bao quanh bởi rừng thông rậm rạp, do vậy không thể nhìn đỉnh núi từ khu vực xung quanh. Theo các tài liệu năm 1832 thì không có bất cứ ngọn cây nào sống trên đỉnh núi, do đó từ đỉnh núi có thể nhìn thấy rõ thành phố Kraków bằng kính viễn vọng. Trên đỉnh có bia đá với một cây thánh giá sắt. Turbacz được coi là nóc nhà của Ba Lan.
Turbacz là địa điểm khá nổi tiếng trong lòng khách du lịch là do có con đường mòn đi qua nhà trạm của PTTK địa phương. PTTK là tên viết tắt của Polskie Towarzystwo Turystyczno-Krajoznawcze, Hiệp hội Du lịch và Tham quan Ba Lan. Nhà trạm nằm ở độ cao 1283 mét, cung cấp tầm nhìn ra Tatras và dãy núi Pieniny. Nhà trạm Turbacz là một tòa nhà được xây dựng bằng đá, tỏa sang hai bên. Nhà khai trương năm 1958 và chứa 100 giường. Bên cạnh nhà trạm là Bảo tàng Văn hóa và Du lịch Núi PTTK, khai trương vào năm 1980.
Ngày Chủ nhật thứ hai của tháng 8, Lễ kỷ niệm Dãy núi diễn ra bên cạnh Nhà nguyện Giáo hoàng, trên khu vực Wisielakowka. Ngày 12 tháng 8 năm 2012, một tượng đài tưởng nhớ những người lính Ba Lan đã được dựng lên tại Wisielakówka. Mùa hè hàng năm, người dân nơi đây tổ chức cuộc đua xe đạp leo núi, địa điểm xuất phát từ Rabka Zdrój đến Turbacz và quay trở lại.
Trong chiến tranh thế giới thứ hai và trong nửa sau của thập niên 1940, nhiều đơn vị đảng phái chống phát xít và chống Liên Xô hoạt động trong khu vực Turbacz. Một trong những cá nhân đã sinh sống và gắn bó lâu năm tại đỉnh núi là Józef Kuraś (biệt hiệu Ogień), một người lính bị nguyền rủa. Ông đã tham gia chiến đấu với Đức Quốc xã và Liên Xô.
Trong quá khứ, ngọn núi được người dân địa phương đặt tên Kluczki. Năm 1790, những người vẽ bản đồ Habsburg trong quá trình thiết kế bản đồ vùng Galicia đã mắc một sai lầm: họ vẽ và chú thích vị trí ngôi làng Niedzwiedz lên chỗ đỉnh núi, dẫn đến sự nhầm lẫn trong suốt thế kỷ XIX.
Về từ nguyên học, Turbacz có nguồn gốc từ tiếng Rumania turbă, có nghĩa là "than bùn".

Đỉnh Turbacz có khí hậu lục địa cận Bắc cực (dựa trên phân loại khí hậu Köppen: Dfc). Nhiệt độ trung bình tại đỉnh tương đương với nhiệt độ đo được tại một số vùng của Bắc Âu như Alta, Na Uy. 
| Dữ liệu khí hậu của Turbacz, Ba Lan (độ cao 1310 m) | Dữ liệu khí hậu của Turbacz, Ba Lan (độ cao 1310 m) | Dữ liệu khí hậu của Turbacz, Ba Lan (độ cao 1310 m) | Dữ liệu khí hậu của Turbacz, Ba Lan (độ cao 1310 m) | Dữ liệu khí hậu của Turbacz, Ba Lan (độ cao 1310 m) | Dữ liệu khí hậu của Turbacz, Ba Lan (độ cao 1310 m) | Dữ liệu khí hậu của Turbacz, Ba Lan (độ cao 1310 m) | Dữ liệu khí hậu của Turbacz, Ba Lan (độ cao 1310 m) | Dữ liệu khí hậu của Turbacz, Ba Lan (độ cao 1310 m) | Dữ liệu khí hậu của Turbacz, Ba Lan (độ cao 1310 m) | Dữ liệu khí hậu của Turbacz, Ba Lan (độ cao 1310 m) | Dữ liệu khí hậu của Turbacz, Ba Lan (độ cao 1310 m) | Dữ liệu khí hậu của Turbacz, Ba Lan (độ cao 1310 m) | Dữ liệu khí hậu của Turbacz, Ba Lan (độ cao 1310 m) |
| Tháng                                               | 1                                                   | 2                                                   | 3                                                   | 4                                                   | 5                                                   | 6                                                   | 7                                                   | 8                                                   | 9                                                   | 10                                                  | 11                                                  | 12                                                  | Năm                                                 |
| --------------------------------------------------- | --------------------------------------------------- | --------------------------------------------------- | --------------------------------------------------- | --------------------------------------------------- | --------------------------------------------------- | --------------------------------------------------- | --------------------------------------------------- | --------------------------------------------------- | --------------------------------------------------- | --------------------------------------------------- | --------------------------------------------------- | --------------------------------------------------- | --------------------------------------------------- |
| Trung bình ngày tối đa °C (°F)                      | −4.0 (24.8)                                         | −2.0 (28.4)                                         | 0.5 (32.9)                                          | 6.5 (43.7)                                          | 13.5 (56.3)                                         | 16.0 (60.8)                                         | 18.0 (64.4)                                         | 17.5 (63.5)                                         | 12.0 (53.6)                                         | 7.5 (45.5)                                          | 1.5 (34.7)                                          | −2.0 (28.4)                                         | 7.1 (44.8)                                          |
| Trung bình ngày °C (°F)                             | −7.1 (19.2)                                         | −5.3 (22.5)                                         | −2.5 (27.5)                                         | 2.6 (36.7)                                          | 7.8 (46.0)                                          | 10.7 (51.3)                                         | 12.2 (54.0)                                         | 12.1 (53.8)                                         | 8.0 (46.4)                                          | 3.7 (38.7)                                          | −2.0 (28.4)                                         | −5.5 (22.1)                                         | 2.9 (37.2)                                          |
| Tối thiểu trung bình ngày °C (°F)                   | −10.5 (13.1)                                        | −9.0 (15.8)                                         | −6.0 (21.2)                                         | −2.0 (28.4)                                         | 2.5 (36.5)                                          | 5.5 (41.9)                                          | 6.5 (43.7)                                          | 6.5 (43.7)                                          | 3.5 (38.3)                                          | 0.0 (32.0)                                          | −5.5 (22.1)                                         | −9.0 (15.8)                                         | −1.5 (29.3)                                         |
| Lượng Giáng thủy trung bình mm (inches)             | 78 (3.1)                                            | 74 (2.9)                                            | 83 (3.3)                                            | 109 (4.3)                                           | 142 (5.6)                                           | 181 (7.1)                                           | 206 (8.1)                                           | 163 (6.4)                                           | 132 (5.2)                                           | 101 (4.0)                                           | 87 (3.4)                                            | 79 (3.1)                                            | 1.435 (56.5)                                        |
| Số giờ nắng trung bình tháng                        | 84                                                  | 95                                                  | 115                                                 | 135                                                 | 177                                                 | 161                                                 | 167                                                 | 148                                                 | 127                                                 | 123                                                 | 83                                                  | 70                                                  | 1.485                                               |
| Nguồn: IMGW                                         |                                                     |                                                     |                                                     |                                                     |                                                     |                                                     |                                                     |                                                     |                                                     |                                                     |                                                     |                                                     |                                                     |

## Đường mòn

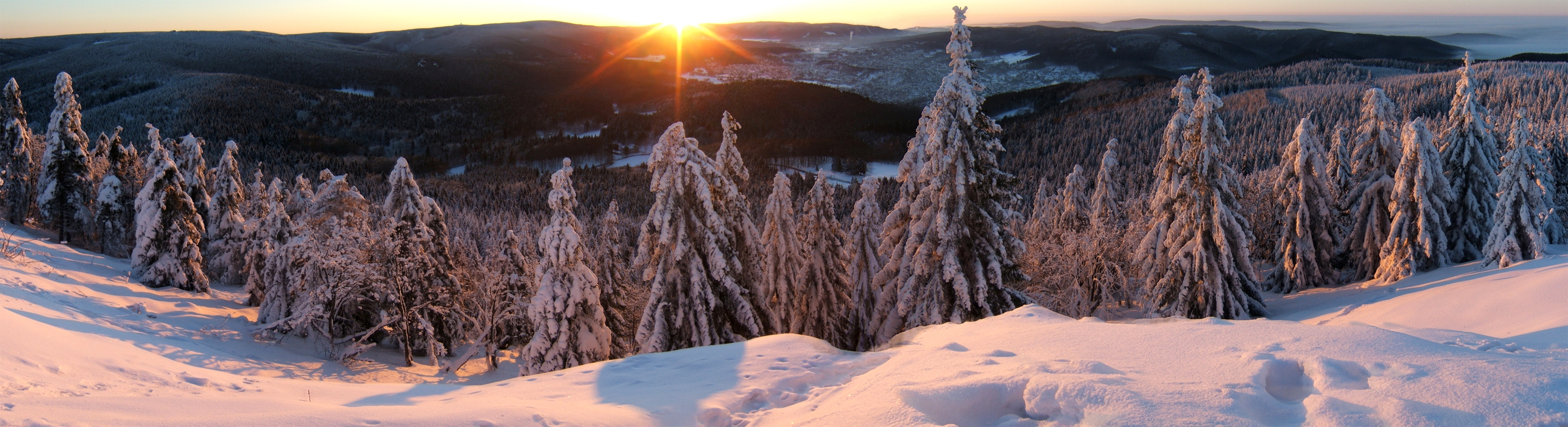
Toàn cảnh từ nhà trạm Turbacz. Hướng nhìn: phía bắc và phía đông.

Nhà trạm Turbacz là nơi tập trung các con đường mòn để đi du lịch :
- Đường mòn Beskidy chính đi qua Turbacz, Obidowiec, Stare Wierchy, Jaworzyna Ponicka, Maciejowa đến Rabka-Zdrój
- Đường mòn Beskidy chính đi qua đèo Knurowska, Vành đai Lubania đến Krościenko
- Đường mòn qua Bukowina Waksmundzka và Zarębek Wyżni đến Łopuszna
- Đường mòn qua Czole Turbacz, suchy Groń đến Poreba Wielka (Koninki)
- Đường mòn qua Đỉnh Turbacz, Wierch Spsters và Turbachot, bên cạnh Orkanówka đến Niedźwiedzia
- Đường mòn qua Bukowina Waksmundzka đến Kowaniec trong Nowy Targ
- Đường mòn qua Đỉnh Turbacz, Borek Pass, Kudłoń, Gorc Troszacki đến Lubomierz
- Đường mòn qua Bukowina Miejska đến Kowaniec, Nowy Targ